# Raymattja Marika
Raymattja Marika, également connu comme Gunutjpitt Gunuwanga (c. 1959 – 2008), est une leader, chercheuse, éducatrice, traductrice, linguiste et défenseuse culturelle des Aborigènes d'Australie. Elle a été directrice de Reconciliation Australia (en) et membre de l'Australian Institute of Aboriginal and Torres Strait Islander Studies (en).
Elle a également été directrice de la Fondation Yothu Yindi et a participé à l'Australia 2020 Summit (en), qui s'est tenu en avril 2008. Toute sa vie, Marika a prôné la compréhension et la réconciliation entre les cultures indigènes australiennes et occidentales.

## Biographie

### Jeunesse et formation
Raymattja Marika naît vers 1959 dans le clan Rirratjingu (en) du peuple Yolngu et grandit à Yirrkala sur la péninsule de Gove en Terre d'Arnhem, dans le Territoire du Nord, en Australie. Elle est la fille aînée d'Eunice et de Roy Marika, un important leader du mouvement pour les droits fonciers des Aborigènes d'Australie (en),. Elle est également la nièce du peintre Wandjuk Marika.
Elle a perdu une jambe à cause d'un cancer lorsqu'elle était jeune.
Marika a obtenu des diplômes du Batchelor Institute of Indigenous Tertiary Education (en) et de l'université de Melbourne.

### Activisme et carrière
Raymattja Marika devient chercheuse, éducatrice, traductrice, linguiste et défenseuse culturelle des Aborigènes d'Australie. Nombre de ses écrits sont publiés dans les médias nationaux et elle donne des conférences dans toute l'Australie. Elle consacre sa carrière professionnelle à l'éducation et s'efforce de combler le fossé entre les peuples aborigènes d'Australie, en particulier son Yolngu natal, et la société anglophone dominante.
Elle enseigne à l'université Charles-Darwin, à Darwin,.
Marika est considérée comme une grande spécialiste des coutumes et des langues yolngu du nord-est de la Terre d'Arnhem, notamment de la communauté de Yirrkala et de la péninsule de Gove. Elle est considérée comme une experte dans le fonctionnement interne et l'histoire des systèmes claniques Yolngu de la Terre d'Arnhem. Elle travaille également à la préservation des récits traditionnels des Yolngu, comparant souvent la morale et les idées des traditions Yolngu avec celles du monde occidental. Avec un autre membre senior de son clan, elle compile un livre qui raconte les histoires de Yolngu en ligne de chanson en yolngu matha avec des traductions en anglais, publié en 1989, et aide les chercheurs occidentaux à produire des connaissances écrites sur sa culture.
Marika comprend les pressions exercées sur le petit groupe linguistique des Yolngu, appelé yolŋu matha, en raison de l'exploitation de la bauxite dans la région, qui a commencé au cours du XXe siècle. Elle travaille ainsi comme linguiste pour empêcher l'extinction des langues indigènes de son peuple. En ce qui concerne les langues de son propre clan, Marika comprend les quatorze langues du clan Rirratjingu et en parle couramment trois. Plus tard, elle contribur à l'élaboration d'un programme d'enseignement des langues traditionnelles pour les enfants yolngu afin de préserver les langues locales.
Marika consacre également une grande partie de son attention à sa communauté natale de Yirrkala. Elle cofonde la Dhimurru Land Management Aboriginal Corporation, un groupe de gestion du territoire (en), en 1992 avec son mari, Mununggurritj, et reste la conseillère culturelle du groupe pendant de nombreuses années.
En 1998, elle donne la conférence Wentworth, dans laquelle elle dit : « Mon autre nom, mon nom profond, est Gunutjpitt Gunuwanga. Ce nom me lie à ma terre, à mon aspect religieux de la terre. Il définit d'où je viens, qui je suis, et avec cette langue, le rom que les aînés ont enseigné pendant des années et des siècles, cela se poursuit dans notre communauté. »

### Dernières années et postérité
L'université Charles-Darwin lui a décerné un doctorat honorifique.
Raymattja Marika est récompensée à deux reprises par le Conseil national du jour national australien (en) : le prix du Territorian of the Year et le prix de l'Australien de l'année du Territoire du Nord en 2007,,.
Marika meurt subitement à Yirrkala, alors qu'elle chasse avec des membres de sa famille dans l'après-midi du dimanche 11 mai 2008. On pense qu'elle succombe à une crise cardiaque soudaine,,. Elle a 49 ans au moment de sa mort et laisse derrière elle ses trois enfants, qu'elle a eus avec son mari, Mununggurritj.
Barbara Livesey, directrice générale de Reconciliation Australia (en) à l'époque, a déclaré que Marika avait apporté une contribution massive aux affaires aborigènes dans tout le pays : « Nous savons qu'elle a beaucoup travaillé dans sa communauté, mais au niveau national, elle était tout simplement une travailleuse infatigable pour la réconciliation et la compréhension entre les non-indigènes, les Yolngu et les autres indigènes. » Syd Stirling (en), membre du Parlement de Nhulunbuy dans le Territoire du Nord, a également rendu hommage à Marika en déclarant : « Elle était vraiment un pont entre les deux cultures ici. Le Dr Marika s'est imposée à nous tous comme un mentor, une avocate de la réconciliation, une éducatrice, une universitaire, une interprète, une traductrice passionnée et douée et une mère merveilleuse ». Jenny Macklin, ministre des Affaires indigènes, a qualifié Marika d'« incarnation de la réconciliation ».
Selon les traditions culturelles yolngu, Marika ne peut qu'être appelée par son nom de famille, après sa mort,. C'est pourquoi les personnes qui rendent hommage à Marika n'ont pas utilisé son nom complet.

## Œuvres
- (en) Raymattja Marika-Munun̦giritj et Dhungala Marika, Yirrkala School Literature Production Centre, Ngayi balnana mawurrku : the song of Yirrkala, Yirrkala Literature Production Centre, 1991 (ISBN 978-0-86409-200-7).
- (en) Raymattja Marika, Bamapama: An Old Manggalili Story, Yirrkala Literature Production Centre, 1998.
- (en) Raymattja Marika, « The Wentworth Lecture 1998 », Australian Aboriginal Studies, no 1,‎ 1999, p. 3–9.
- (en) Melanie Wilkinson, Raymattja Marika et Nancy M. Williams, « 17. This place already has a name », dans Luise Hercus et Harold Koch, Aboriginal Placenames: Naming and Re-naming the Australian Landscape, ANU E Press, coll. « Aboriginal History Monographs », 2009 (ISBN 978-1-921666-09-4, lire en ligne).